# 少花杜鹃
少花杜鹃（学名：Rhododendron martinianum），为杜鹃花科杜鹃花属下的一个植物种。